# Pottia watsonii
Pottia watsonii là một loài rêu trong họ Pottiaceae. Loài này được R.S. Chopra mô tả khoa học đầu tiên năm 1975.